# ادسخر دیکسترا
ادسخر ویبه دِیکسترا (تلفظ هلندی: [ˈɛtsxər ˈʋibə ˈdɛikstra] () (زاده ۱۱ مه ۱۹۳۰ - درگذشته ۶ اوت ۲۰۰۲) دانشمند هلندی در علوم ریاضی و علوم رایانه، برنامه‌نویس، مهندس نرم‌افزار، علوم سامانه‌ها، مقاله‌نویس علمی و پیشگام در علم محاسبات بود. او که یک فیزیکدان نظری بود، از سال ۱۹۵۲ تا ۱۹۶۲ به عنوان برنامه‌نویس در مرکز ریاضیات (آمستردام) کار کرد. دیکسترا که در بیشتر عمر خود استاد دانشگاه بود، از سال ۱۹۸۴ تا زمان بازنشستگی‌اش در سال ۱۹۹۹، کرسی صدمین ساله اشلومبرگر در علوم رایانه را در دانشگاه تگزاس در آستین داشت.
او استاد ریاضیات در دانشگاه فناوری آیندهوون (۱۹۶۲–۱۹۸۴) و پژوهشگر در شرکت باروز (۱۹۷۳–۱۹۸۴) بود. در سال ۱۹۷۲، او اولین فرد غیر آمریکایی و انگلیسی بود که برنده جایزه تورینگ شد. وی این جایزه را به خاطر کمک‌های بنیادین به پیش برد زبان‌های برنامه‌سازی دریافت کرد. یکی از تأثیرگذارترین چهره‌های نسل پایه‌گذار علم محاسبات، دایکسترا بود که به شکل‌گیری این رشته جدید هم به عنوان مهندس و هم به عنوان نظریه‌پرداز در علوم نظری رایانه کمک کرد.

## فعالیت‌ها
- الگوریتم دایکسترا (مسئله یافتن کوتاهترین مسیر)
- الگوریتم پریم (درخت پوشای کمینه)
- نخستین کامپایلر اجرای زبان برنامه‌نویسی الگول ۶۰
- تحلیل ساختارمند
- برنامه‌نویسی ساخت‌یافته
- نشان‌بر
- ریسه
- رایانش توزیع‌شده
- همگام‌سازی
- انحصار متقابل
- بخش بحرانی
- گسترش و تعمیم الگوریتم دکر
- پشته فراخوانی
- گرسنگی منابع
- بن‌بست
- الگوریتم بانکدار
- مسئله غذا خوردن فیلسوف‌ها
- مسئله آرایشگر خوابیده
- مسئله تولیدکننده-مصرف‌کننده (مسئله تولیدکننده-مصرف‌کننده)
- مرتب‌سازی روان
- معماری نرم‌افزار[۱۲]